# Бред Роув (тенісист)
Бред Роув (англ. Brad Rowe; нар. 20 листопада 1955) — колишній американський тенісист.
Найвищим досягненням на турнірах Великого шолома було 2 коло в одиночному розряді.

## Фінали Гран-прі за кар'єру

### Парний розряд: 3 (0–3)
| Результат | W/L | Рік      | Турнір        | Покриття | Партнер      | Суперники                   | Рахунок       |
| --------- | --- | -------- | ------------- | -------- | ------------ | --------------------------- | ------------- |
| Поразка   | 0–1 | Кві 1978 | Сан-Хосе, США | Килим    | Генк Пфістер | Джін Меєр Сенді Меєр        | 3–6, 4–6      |
| Поразка   | 0–2 | Лис 1978 | Гонконг       | Тверде   | Генк Пфістер | Марк Едмондсон Джон Маркс   | 7–5, 6–7, 1–6 |
| Поразка   | 0–3 | Кві 1979 | Сан-Хосе, США | Килим    | Генк Пфістер | Пітер Флемінг Джон Макінрой | 3–6, 4–6      |